# 茨木市立東小学校
茨木市立東小学校（いばらきしりつひがししょうがっこう）は、大阪府茨木市にある公立小学校。　

## 歴史
- 1970年4月：開校
- 1971年7月：プール完成
- 1981年4月：茨木市立白川小学校を分離

## 通学区域
茨木市 橋の内1～3丁目（2丁目の一部を除く）、総持寺台、鮎川2丁目、学園町、学園南町

## 進路状況
原則として茨木市立東雲中学校へ進学するが、私立中学校へ進学する者もいる。

## 交通アクセス
阪急電鉄京都線 総持寺駅下車 徒歩約15分。